# Pitcairnia hooveri
Pitcairnia hooveri är en gräsväxtart som först beskrevs av Hans Edmund Luther, och fick sitt nu gällande namn av D.C.Taylor och Harold Ernest Robinson. Pitcairnia hooveri ingår i släktet Pitcairnia och familjen Bromeliaceae. IUCN kategoriserar arten globalt som starkt hotad.
Artens utbredningsområde är Ecuador. Inga underarter finns listade i Catalogue of Life.